# U.S. Post Office Gadsden
Das U.S. Post Office Gadsden ist eine Filiale des United States Postal Service in Gadsden (Alabama).
Das Gebäude wurde 1910 fertiggestellt und am 3. Juni 1976 in das National Register of Historic Places eingetragen.